# 장세환
장세환(張世煥, 1953년 1월 14일 ~ )은 대한민국의 언론인 출신의 정치인으로, 제18대 초선 국회의원 출신ㅐ이었다.

## 약력
- 1953년 1월 14일 전북 부안 출생
- 1959년 ~ 1964년 부안국민학교 재학
- 1964년 ~ 1965년 무주국민학교 졸업
- 1968년 전주동중학교 졸업
- 1971년 전주고등학교 졸업
- 1979년 전북대학교 법과대학 법학과 학사
- 1998년 연세대학교 대학원 행정학 석사

### 비학위 수료
- 2001년 미국 미시간주립대 최고의 정책과정 수료
- 2003년 서울대학교 행정대학원 국가정책과정 수료

## 경력
- 1979년 전북일보 편집국 기자
- 1987년 전북일보 정치부 국장
- 1988년 한겨레신문 창간멤버
- 1997년 한겨레신문 정치부장 대우
- 1998년 전라일보 편집국장
- 1999년 전라일보 논설주간
- 2000년 ~ 2001년 전라북도 정무부지사
- 2002년 전주산조예술제 조직위원장
- 2002년 노무현 대통령 후보 언론특보
- 2003년 열린우리당 김근태 원내대표 언론특보
- 2003년 전북 중흥포럼 상임대표
- 2007년 전북대학교병원 상임 감사

## 의정활동
- 2008년 5월 ~ 2012년 5월 제18대 민주당 국회의원(전북 전주시 완산구 을)
- 국회 문화체육관광방송통신위원회 위원
- 국회 운영위원회 위원
- 국회 기후변화대책특별위원회 위원
- 18대 후반기 국회 행정안전위원회 위원
- 국회 독도영토수호대책특별위원회 위원 겸 민주당 간사
- 국회 윤리특별위원회 위원

## 역대 선거 결과
|  | 9.80% |

|  | 65.30% |

|  | 22.84% |

## 같이 보기
- 전주시 완산구 을
- 전주시 완산구의 국회의원
- 전북특별자치도 부지사

## 저서
- 펜으로 읽는 세상풍경 2000년